# Dilta hibernica
Espèce
Synonymes
- Dilta hybernica (Carpenter, 1907)[1]

Dilta hibernica est une espèce d'insectes aptères primitifs de l'ordre des archéognathes et de la famille des machilides.